# Tara Lynn Foxx
Tara Lynn Foxx, née le 13 juin 1990 à San Francisco, Californie, est une actrice pornographique américaine.

## Biographie
Elle joue dans la parodie This Ain't Glee XXX avec Andy San Dimas chez Hustler Video.
Elle joue aussi le rôle de la prostituée dans Spider-Man XXX: A Porn Parody.

## Filmographie succincte
- 2009 The Violation of Sindee Jennings
- 2009 Road Queen 9
- 2009 Road Queen 11
- 2009 Road Queen 12
- 2010 Lesbian Seductions: Older/Younger 30
- 2010 Lesbian Seductions: Older/Younger 32
- 2011 Women Seeking Women 70
- 2011 Spider-Man XXX: A Porn Parody
- 2012 Tara Loves Shyla
- 2013 Her First Lesbian Sex 27
- 2014 Anal Virgins 4
- 2015 Interracial Anal Love 12
- 2016 Tara Lynn Foxx Gets Porked by Swiney
- 2017 Lesson For My Daughter
- 2018 Capri Anderson and Her Girlfriends (compilation)

## Récompenses et nominations
- 2011 : XRCO Awards – Cream Dream[2]

nominations
- 2010 : XRCO Award – Cream Dream
- 2010 : XBIZ Award – New Starlet of the Year
- 2011 : AVN Award – Best Double Penetration Sex Scene - Alone in the Dark 7
- 2011 : AVN Award – Best Supporting Actress - This Ain't Glee XXX
- 2011 : AVN Award – Best New Starlet
- 2011 : AVN Award – Most Outrageous Sex Scene - The Perfect Secretary: Training Day